# Виктор фон Ербах-Шьонберг
Виктор Сергиус/Сергей Хайнрих Бруно Карл фон Ербах-Шьонберг (на немски: Viktor Sergius/Sergej Heinrich Bruno Karl von Erbach-Schönberg; * 26 септември 1880, Кьониг; † 27 април 1967, Мюнхен) е принц на Ербах-Шьонберг, немски дипломат и народен представител. Той е племенник на Александър I Батенберг, княз на Княжество България (1879 – 1886).

## Биография
Той е вторият син на 1. граф и княз Густав Ернст фон Ербах-Шьонберг (1840 – 1908) и съпругата му принцеса Мария Каролина фон Батенберг (1852 – 1923), сестра на княз Александър I Батенберг, дъщеря на принц Александър фон Хесен-Дармщат (1823 – 1888) и Юлия фон Хауке (1825 – 1895).
Виктор фон Ербах-Шьонберг е от 1901 до 1909 г. в пруската войска и след това става дипломат. От 1914 до 1921 г. е в посолството във Виена. През 1917 г. е секретар и от 1921 до 1923 г. комисарски съветник в посолството в Кристиания. От 1923 до 1926 г. е съветник в посолството в Мадрид и 1926 до 1931 г. в Стокхолм. От 1931 до 1936 г. той е посланически съветник отново във Виена и от 1936 до 1941 г. е посланик в Атина.
От 1911 до 1917 г. Виктор фон Ербах-Шьонберг замества по-големия си брат Александър Лудвиг фон Ербах-Шьонберг (1872 – 1944) в „Първата камера на племената“ на Велико херцогство Хесен. С ноемврийската революция през 1918 г. се премахва функцията „племенен господар“.

## Фамилия
Виктор фон Ербах-Шьонберг се жени на 9 ноември 1909 г. в Сомогйвáр за графиня Ерцзебет де Сарвáр (* 6 февруари 1888, Сомогйвáр; † 7 януари 1977, Мюнхен), дъщеря на граф Имре Сечени (1858 – 1905) и графиня Мария (1865 – 1953). Бракът е бездетен.